# Pieris mannii
Pieris mannii Mayer, 1851, è un lepidottero appartenente alla famiglia Pieridae.

## Descrizione

### Adulto
È simile alla Cavolaia minore, dalla quale si differenzia per il fatto che la fascia scura apicale sulla parte superiore dell'ala anteriore si allunga verso il basso, fino a raggiungere almeno la IV nervatura. Le macchie post-discali, presenti in s3 delle parti superiori, hanno una forma a semicerchio e mai circolare; nelle femmine, in particolar modo nelle generazioni estive, le macchie post-discali appaiono collegate al margine da sottili strisce scure. In generale le generazioni estive hanno un'apertura alare maggiore rispetto a quelle primaverili, oltre a disegni scuri più ampi.

### Uova
Si rinvengono da aprile a ottobre.

### Larva
I bruchi sono verdastri, con bande gialle punteggiate. Sono presenti in ogni periodo dell'anno, per cui la specie si può ibernare in questa fase durante l'inverno.

### Pupa
Le pupe sono biancastre e succinte; anch'esse, come i bruchi, si riscontrano in ogni periodo dell'anno; la pupa per tanto una delle due fasi con cui Pieris mannii può superare linverno in ibernazione.

## Distribuzione e habitat
Specie paleartica, con areale che si estende dalla Penisola Iberica (anche Pirenei) all'Europa Orientale (soprattutto Penisola Balcanica). Si spinge a settentrione fino nel sud dell'Inghilterra. Presente anche in Marocco, minacciata in Repubblica Ceca, vulnerabile e protetta in Ungheria.

È ampiamente diffusa in tutta l'Italia peninsulare e in Sicilia, assente da Corsica e Sardegna.
La specie si trova in terreni incolti e ben soleggiati, fino a 1600 metri di quota (1500 metri in Italia).

## Biologia

### Periodo di volo
Da marzo a novembre, con 3-4 generazioni all'anno.

### Alimentazione
I bruchi si alimentano su diverse specie di Brassicaceae selvatiche, tra cui:
- Iberis sempervivum
- Sinapis spp.

## Tassonomia
Vengono distinte 4 sottospecie, con differente distribuzione:
- Pieris mannii mannii (Mayer, 1851) (Europa meridionale, Asia Minore, Marocco, Siria)
- Pieris mannii alpigena Verity, 1911 (Alpi, Pirenei e Francia meridionale)
- Pieris mannii haroldi Wyatt, 1952 (Marocco, Atlante centrale)
- Pieris mannii todaroana Pincitore-Marott, 1879 (Sicilia e Isole Lipari)